# قائمة الحاصلين على جائزة نوبل في الفيزياء

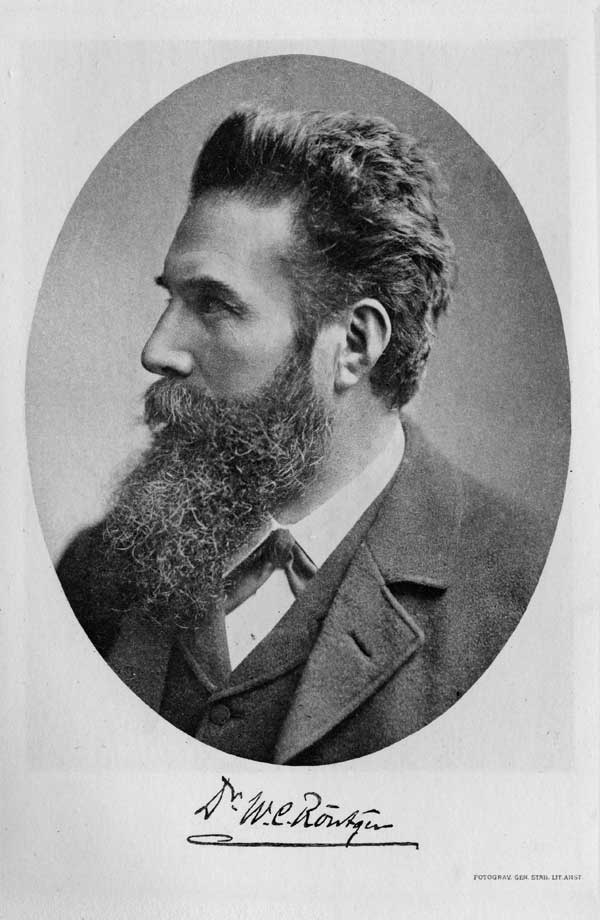
فيلهلم كونراد رونتغن (1845 - 1923) أول حاصل على جائزة نوبل في الفيزياء لاكتشافه الأشعة السينية

جائزة نوبل في الفيزياء هي جائزة سنوية تمنحها الأكاديمية الملكية السويدية للعلوم للعلماء في مختلف تخصصات الفيزياء لمساهماتهم البارزة في هذا العلم وهي واحدة من بين الجوائز الخمس التي أنشأت لوصية ألفرد نوبل عام 1895 قبل وفاته بعام. وطبقًا لوصية نوبل تدار الجائزة من قبل مؤسسة نوبل وتمنح من لجنة مكونة من خمسة أعضاء منتخبين من قِبل الأكاديمية الملكية السويدية للعلوم. تقدم الجائزة في العاصمة السويدية ستوكهولم في حفل سنوي يوم العاشر من ديسمبر في ذكرى وفاة نوبل. يتلقى كل فائز ميدالية وجائزة نقدية قد تتغير قيمتها مع مر السنين.

## إحصائيات
- مُنحت أول جائزة نوبل في الفيزياء عام 1901 إلى الألماني فيلهلم كونراد رونتغن بالإضافة إلى مبلغ 150,782 كرونة سويدية وهو ما يعادل 7,731,004 كرونة سويدية في ديسمبر من العام 2007.
- جون باردين هو الشخص الوحيد الذي فاز بالجائزة مرتين في 1956 و1972.
- ماري كوري هي الفائز الوحيد الذي حصل على الجائزة في فرع الفيزياء عام 1903 وفي فرع الكيمياء عام 1911.
- وليام لورنس براغ كان حتى أكتوبر من العام 2014 أصغر فائز بالجائزة والذي فاز بها عام 1915 بعمر 25 سنة.[5]
- حصلت النساء على خمسة جوائز، ماري كوري في عام 1903 وماريا غوبرت ماير عام 1963 ودونا ستريكلاند عام 2018[6] وأندريا غيز عام 2020، وآن لويلي عام 2023، وهو الرصيد الأقل للنساء في جوائز نوبل مقارنة بباقي الفروع.[7]
- بحلول عام 2018 كانت الجائزة قد منحت لمئتين وتسعة أشخاص.[8]
- هناك ستة أعوام لم تمنح فيها الجائزة وهي (1916، 1931، 1934، 1940، 1941، 1942). كما لم تُمنح جائزة نوبل في الفيزياء في عام 1921، حيث قررت لجنة نوبل للفيزياء أن أيا من ترشيحات هذا العام لم تستوف المعايير اللازمة، ولكن منحت لألبرت أينشتاين في عام 1922 وحسبت جائزة 1921.[9]

## الفائزون
| السنة | الفائز[A]                                   | الفائز[A]                                   | البلد [B]                                             | السبب[C] |
| ----- | ------------------------------------------- | ------------------------------------------- | ----------------------------------------------------- | --- |
| 1901  |                                             | وليام كونراد رونتجون                        | الإمبراطورية الألمانية                                | "نظير اكتشافه البارز للأشعة السينية وقد حملت اسمه في وقت لاحق" |
| 1902  |                                             | هندريك أنتون لورنتس                         | هولندا                                                | "نظير أبحاثهم في تأثير القوى المغناطيسية على الظاهرة الإشعاعية" |
| 1902  |                                             | بيتر زيمن                                   | هولندا                                                | "نظير أبحاثهم في تأثير القوى المغناطيسية على الظاهرة الإشعاعية" |
| 1903  |                                             | هنري بيكريل                                 | فرنسا                                                 | "نظير اكتشافه النشاط الإشعاعي" |
| 1903  |                                             | بيار كوري                                   | فرنسا                                                 | "نظير أبحاث مشتركة حول الظواهر الإشعاعية التي اكتشفها البروفسور هنري بيكريل" |
| 1903  |                                             | ماري كوري                                   | بولندا                                                | "نظير أبحاث مشتركة حول الظواهر الإشعاعية التي اكتشفها البروفسور هنري بيكريل" |
| 1904  |                                             | جون ويليام ستروت                            | المملكة المتحدة                                       | "لتحقيقاته وبحوثه في كثافة معظم الغازات الهامة وأهم اكتشافه هو غاز الأرجون" |
| 1905  |                                             | فيليب أنتون لينارد                          | الإمبراطورية الألمانية الإمبراطورية النمساوية المجرية | "لعمله على أشعة الكاثود" |
| 1906  |                                             | جوزيف طومسون                                | المملكة المتحدة                                       | "نظير أبحاثه النظرية والتجريبية حول الاستنتاجات بشأن توصيل الكهرباء بواسطة الغازات" |
| 1907  |                                             | ألبرت ميكلسون                               | الولايات المتحدة · بولندا                             | "لعمله لتطوير الآلات البصرية الدقيقة، وأبحاث القياسات الطيفية والخاصة بالطقس التي نفذت بالاستعانة بها" |
| 1908  |                                             | غبريال ليبمان                               | فرنسا                                                 | "نظير طريقته لاستنساخ الألوان فوتوغرافيا استنادًا إلى ظاهرة تداخل الموجات" |
| 1909  |                                             | غولييلمو ماركوني                            | المملكة الإيطالية                                     | "نظير مساهماته في اختراع التلغراف اللاسلكي" |
| 1909  |                                             | كارل براون                                  | الإمبراطورية الألمانية                                | "نظير مساهماته في اختراع التلغراف اللاسلكي" |
| 1910  |                                             | يوهانس فان درفالس                           | هولندا                                                | "لعمله على معادلة حالة الغازات والسوائل" |
| 1911  |                                             | فلهلم فيين                                  | الإمبراطورية الألمانية                                | "لاكتشافاته المتعلقة بالقوانين المنظمة لإشعاع الحرارة" |
| 1912  |                                             | غوستاف دالين                                | السويد                                                | "تقديرا لاختراعه الصمامات الآلية وقد صممت لكي تستخدم في تركيبة مع المراكم الغازية في المنارات والعوامات" |
| 1913  |                                             | هايك كامرلينغ أونس                          | هولندا                                                | "نظير أبحاثه حول خواص المواد عند درجات الحرارة المنخفضة، التي أدت فيما بعد إلى إنتاج الهيليوم السائل" |
| 1914  |                                             | ماكس فون لاو                                | الإمبراطورية الألمانية                                | "نظير اكتشافه حيود الأشعة السينية للبلورات" |
| 1915  |                                             | ويليام هنري براغ                            | المملكة المتحدة                                       | "لخدماته في تحليل التركيب البللوري باستخدام الأشعة السينية" |
| 1915  |                                             | وليم لورنس براغ                             | المملكة المتحدة · أستراليا                            | "لخدماته في تحليل التركيب البللوري باستخدام الأشعة السينية" |
| 1916  | لم تمنح الجائزة بسبب الحرب العالمية الأولى  | لم تمنح الجائزة بسبب الحرب العالمية الأولى  | لم تمنح الجائزة بسبب الحرب العالمية الأولى            | لم تمنح الجائزة بسبب الحرب العالمية الأولى |
| 1917  |                                             | تشارلس غلوفر باركلا                         | المملكة المتحدة                                       | "لاكتشاف عناصر خصائص إشعاع رونتغن" |
| 1918  |                                             | ماكس بلانك                                  | الإمبراطورية الألمانية                                | "للخدمات التي قدمها للنهوض بالفيزياء واكتشافه للكوانتات الطاقية" |
| 1919  |                                             | يوهانس شتارك                                | ألمانيا                                               | "لاكتشافه تأثير دوبلر في أشعة القناة وتقسيم الخط الطيفي في المجال الكهربائي" |
| 1920  |                                             | شارل إدوار غيوم                             | سويسرا                                                | "للخدمة التي أداها للقياسات الدقيقة في الفيزياء من قبل اكتشافه الحالات الشاذة في سبائك الصلب والنيكل" |
| 1921  |                                             | ألبرت أينشتاين                              | ألمانيا · سويسرا                                      | "لما قدمه من خدمات للفيزياء النظرية، وخاصة لاكتشافه القانون الخاص للتأثير الكهروضوئي" |
| 1922  |                                             | نيلز بور                                    | الدنمارك                                              | "لخدماته في مجال التحقيق في بنية الذرة والإشعاع الصادر عنها" |
| 1923  |                                             | روبرت ميليكان                               | الولايات المتحدة                                      | "عن عمله في الشحنة الأساسية للكهرباء وعلى التأثير الكهروضوئي" |
| 1924  |                                             | كارل مان سيغباهن                            | السويد                                                | "لاكتشافاته والبحوث في ميدان مطيافية الأشعة السينية" |
| 1925  |                                             | جيمس فرانك                                  | ألمانيا                                               | "لاكتشافهما القوانين المنظمة لتأثير الإلكترون على الذرة" |
| 1925  |                                             | غوستاف هرتس                                 | ألمانيا                                               | "لاكتشافهما القوانين المنظمة لتأثير الإلكترون على الذرة" |
| 1926  |                                             | جن بيرين                                    | فرنسا                                                 | "لعمله على البنية المتقطعة للمادة، وخاصة لاكتشافه للتوازن الترسيبي" |
| 1927  |                                             | آرثر كومبتون                                | الولايات المتحدة                                      | "لاكتشافه ظاهرة كومبتون" |
| 1927  |                                             | تشارلز ويلسون                               | المملكة المتحدة                                       | "بسبب طريقته في صنع المسارات من الجزيئات المشحونة كهربائيًا وجعلها مرئية عن طريق تكثيف البخار" |
| 1928  |                                             | أوين ريتشاردسون                             | المملكة المتحدة                                       | "لعمله في ظاهرة الانبعاث الحراري وخصوصا لاكتشاف القانون الذي سمى باسمه" |
| 1929  |                                             | لويس دي بروي                                | فرنسا                                                 | "لاكتشافه الطبيعة الموجية للإلكترونات" |
| 1930  |                                             | تشاندراسيخارا رامان                         | الهند                                                 | "لعمله على تشتيت الضوء ولاكتشاف تأثير سمى باسمه" |
| 1931  | لم تمنح الجائزة                             | لم تمنح الجائزة                             | لم تمنح الجائزة                                       | لم تمنح الجائزة |
| 1932  |                                             | فيرنر هايزنبيرغ                             | ألمانيا                                               | "لإنشائه ميكانيكا الكم، والتي أدى تطبيقها، في العديد من الأمور، إلى اكتشاف الأشكال التألقية للهيدروجين" |
| 1933  |                                             | إرفين شرودنغر                               | النمسا                                                | "لاكتشاف أشكال إنتاجية جديدة من النظرية الذرية" |
| 1933  |                                             | بول ديراك                                   | المملكة المتحدة                                       | "لاكتشاف أشكال إنتاجية جديدة من النظرية الذرية" |
| 1934  | محجوبة                                      | محجوبة                                      | محجوبة                                                | محجوبة |
| 1935  |                                             | جيمس شادويك                                 | المملكة المتحدة                                       | "لاكتشافه النيوترون" |
| 1936  |                                             | فيكتور هس                                   | النمسا                                                | "لاكتشافه الإشعاع الكوني" |
| 1936  |                                             | كارل أندرسون                                | الولايات المتحدة                                      | "لاكتشافه البوزيترون" |
| 1937  |                                             | كلنتون دافيسون                              | الولايات المتحدة                                      | "لاكتشافاتهما التجريبية على حيود الإلكترونات في البلورات" |
| 1937  |                                             | جورج طومسون                                 | المملكة المتحدة                                       | "لاكتشافاتهما التجريبية على حيود الإلكترونات في البلورات" |
| 1938  |                                             | إنريكو فيرمي                                | المملكة الإيطالية                                     | "لعرضه مظاهر تواجد عناصر مشعة جديدة ينتجها الإشعاع النيوتروني، ولاكتشافه التفاعلات النووية ذات صلة أحدثتها نيوترونات بطيئة" |
| 1939  |                                             | إرنست لورنس                                 | الولايات المتحدة                                      | "لاختراع وتطوير السيكلوترون وعلى النتائج التي تم الحصول عليها بهذا الخصوص، وخاصة فيما يتعلق بالعناصر المشعة الاصطناعية" |
| 1940  | لم تمنح الجائزة بسبب الحرب العالمية الثانية | لم تمنح الجائزة بسبب الحرب العالمية الثانية | لم تمنح الجائزة بسبب الحرب العالمية الثانية           | لم تمنح الجائزة بسبب الحرب العالمية الثانية |
| 1941  | لم تمنح الجائزة بسبب الحرب العالمية الثانية | لم تمنح الجائزة بسبب الحرب العالمية الثانية | لم تمنح الجائزة بسبب الحرب العالمية الثانية           | لم تمنح الجائزة بسبب الحرب العالمية الثانية |
| 1942  | لم تمنح الجائزة بسبب الحرب العالمية الثانية | لم تمنح الجائزة بسبب الحرب العالمية الثانية | لم تمنح الجائزة بسبب الحرب العالمية الثانية           | لم تمنح الجائزة بسبب الحرب العالمية الثانية |
| 1943  |                                             | أوتو شتيرن                                  | الولايات المتحدة · ألمانيا                            | "لمساهمته في تطوير أسلوب الأشعة الجزيئية واكتشافه للحظة المغناطيسية الخاصة بالبروتون" |
| 1944  |                                             | إيزيدور رابي                                | الولايات المتحدة · بولندا                             | "لطريقته لاكتشاف صدى التسجيل للخصائص المغناطيسية للأنوية" |
| 1945  |                                             | فولفغانغ باولي                              | النمسا                                                | "لاكتشافه قاعدة الاستبعاد، وتسمى أيضًا مبدأ استبعاد باولي" |
| 1946  |                                             | برسي بريدجمان                               | الولايات المتحدة                                      | "لاختراع جهاز لإنتاج ضغوط عالية للغاية، والاكتشافات التي حققها في مجال فيزياء الضغط العالي" |
| 1947  |                                             | إدوارد أبلتون                               | المملكة المتحدة                                       | "لتحقيقاته حول فيزياء الغلاف الجوي العلوي وخاصة لاكتشافه ما يسمى بطبقة أبليتون" |
| 1948  |                                             | باتريك بلاكت                                | المملكة المتحدة                                       | "لتطويره أسلوب غرفة ويلسون السحابية، واكتشافاته معها بخصوص مجالات الفيزياء النووية والإشعاع الكوني" |
| 1949  |                                             | يوكاوا هيديكي                               | اليابان                                               | "عن توقعاته بشأن وجود الميزون على أساس العمل النظري حول القوى النووية" |
| 1950  |                                             | سيسل باول                                   | المملكة المتحدة                                       | "لتطويره لأسلوب التصوير الفوتوغرافي لدراسة العمليات النووية واكتشافاته المتعلقة بالميزونات التي تظهر مع هذا الأسلوب" |
| 1951  |                                             | جون كوكروفت                                 | المملكة المتحدة                                       | "لعملهم الرائد الخاص بتحول الأنوية الذرية بشكل مصطنع عن طريق تسريع الجزيئات الذرية" |
| 1951  |                                             | إيرنست والتون                               | أيرلندا                                               | "لعملهم الرائد الخاص بتحول الأنوية الذرية بشكل مصطنع عن طريق تسريع الجزيئات الذرية" |
| 1952  |                                             | فليكس بلوخ                                  | الولايات المتحدة · سويسرا                             | "من أجل وضع أساليب جديدة لقياس الدقة المغناطيسية النووية والاكتشافات ذات الصلة" |
| 1952  |                                             | إدوارد بورسيل                               | الولايات المتحدة                                      | "من أجل وضع أساليب جديدة لقياس الدقة المغناطيسية النووية والاكتشافات ذات الصلة" |
| 1953  |                                             | فريتس زيرنيكه                               | هولندا                                                | "من أجل ما استعرضه حول طريقة التباين الطوري، خصوصا عند ابتكاره مجهر التباين الضوئي" |
| 1954  |                                             | ماكس بورن                                   | ألمانيا الغربية                                       | "لأبحاثه الأساسية في ميكانيكا الكم، وخصوصًا لتفسيراته الإحصائية لدالة الموجة" |
| 1954  |                                             | فالتر بوته                                  | ألمانيا الغربية                                       | "لاتباعه طريقة الصدفة، ومن ثم الاكتشافات التي تبعتها" |
| 1955  |                                             | ولاس لامب                                   | الولايات المتحدة                                      | "لاكتشافاته المتعلقة بالتركيب الفائق الدقة للطيف الهيدروجيني" |
| 1955  |                                             | بولي كارب كوش                               | الولايات المتحدة                                      | "لتصميمه الدقيق للحظة المغناطيسية للإلكترون" |
| 1956  |                                             | جون باردين                                  | الولايات المتحدة                                      | "لأبحاثهم على أشباه الموصلات واكتشاف تأثير الترانزستور" |
| 1956  |                                             | والتر براتين                                | الولايات المتحدة                                      | "لأبحاثهم على أشباه الموصلات واكتشاف تأثير الترانزستور" |
| 1956  |                                             | ويليام شوكلي                                | الولايات المتحدة                                      | "لأبحاثهم على أشباه الموصلات واكتشاف تأثير الترانزستور" |
| 1957  |                                             | تسونج لي                                    | تايوان                                                | "لتحقيق اختراق في ما يسمى قوانين التكافؤ مما أدى إلى اكتشافات مهمة في ما يتعلق بالجسيمات الأولية" |
| 1957  |                                             | تشين يانج                                   | تايوان                                                | "لتحقيق اختراق في ما يسمى قوانين التكافؤ مما أدى إلى اكتشافات مهمة في ما يتعلق بالجسيمات الأولية" |
| 1958  |                                             | بافل شيرنكوف                                | الاتحاد السوفيتي                                      | "لاكتشاف وتفسير تأثير چرنكوف" |
| 1958  |                                             | إليا فرانك                                  | الاتحاد السوفيتي                                      | "لاكتشاف وتفسير تأثير چرنكوف" |
| 1958  |                                             | إيجور تام                                   | الاتحاد السوفيتي                                      | "لاكتشاف وتفسير تأثير چرنكوف" |
| 1959  |                                             | أوين تشمبرلين                               | الولايات المتحدة                                      | "لاكتشافهما ما يُدعى البروتون المضاد" |
| 1959  |                                             | إميليو سيغري                                | إيطاليا · الولايات المتحدة                            | "لاكتشافهما ما يُدعى البروتون المضاد" |
| 1960  |                                             | دونالد جلاسر                                | الولايات المتحدة                                      | "لاختراع الغرفة الفقاعة" |
| 1961  |                                             | روبرت هوفستاتر                              | الولايات المتحدة                                      | "لدراسته الرائدة لتبعثر الإلكترون في الأنوية الذرية ولاكتشافاته المتعلقة حيث اكتشفت هياكل النويات" |
| 1961  |                                             | ردولف موسباور                               | ألمانيا الغربية                                       | "لأبحاثه المتعلقة بامتصاص صدى أشعة غاما وله اكتشاف في هذا الصدد وهو تأثير موسباور والذي سمي باسمه" |
| 1962  |                                             | ليف لانداو                                  | الاتحاد السوفيتي                                      | "لنظرياته الرائدة في المادة المكثفة، وخاصة الهيليوم السائل" |
| 1963  |                                             | يوجين ويغنر                                 | الولايات المتحدة · المجر                              | "لمساهماته في نظرية نواة الذرة والجسيمات الأولية، لا سيما من خلال اكتشافه وتطبيقه للمبادئ الأساسية للتماثل" |
| 1963  |                                             | ماريا غوبرت-ماير                            | الولايات المتحدة                                      | "لاكتشافاتهم المتعلقة بتركيب الغلاف النووي" |
| 1963  |                                             | هانز ينسن                                   | ألمانيا الغربية                                       | "لاكتشافاتهم المتعلقة بتركيب الغلاف النووي" |
| 1964  |                                             | نيكولاي باسوف                               | الاتحاد السوفيتي                                      | "لعملهم الأساسي في ميدان إلكترونيات الكم، مما أدى إلى تشييد المذبذبات والمكبرات استنادًا إلى مبدأ وقاعدة المازر - الليزر" |
| 1964  |                                             | الكسندر بروخروف                             | الاتحاد السوفيتي                                      | "لعملهم الأساسي في ميدان إلكترونيات الكم، مما أدى إلى تشييد المذبذبات والمكبرات استنادًا إلى مبدأ وقاعدة المازر - الليزر" |
| 1964  |                                             | تشارلز تاونز                                | الولايات المتحدة                                      | "لعملهم الأساسي في ميدان إلكترونيات الكم، مما أدى إلى تشييد المذبذبات والمكبرات استنادًا إلى مبدأ وقاعدة المازر - الليزر" |
| 1965  |                                             | ريتشارد فاينمان                             | الولايات المتحدة                                      | "لأعمالهم الأساسية في الكهروديناميكا الكمية، مع التدقيقات العميقة لفيزياء الجسيمات الأولية" |
| 1965  |                                             | جوليان شفينجر                               | الولايات المتحدة                                      | "لأعمالهم الأساسية في الكهروديناميكا الكمية، مع التدقيقات العميقة لفيزياء الجسيمات الأولية" |
| 1965  |                                             | شينيتشيرو توموناغا                          | اليابان                                               | "لأعمالهم الأساسية في الكهروديناميكا الكمية، مع التدقيقات العميقة لفيزياء الجسيمات الأولية" |
| 1966  |                                             | ألفريد كاستلر                               | فرنسا                                                 | "لاكتشاف وتطوير الوسائل البصرية لدراسة أوجه الرنين الهرتزي في الذرات" |
| 1967  |                                             | هانز بيته                                   | الولايات المتحدة · ألمانيا الغربية                    | "لمساهماته في نظرية التفاعلات النووية، وخصوصًا اكتشافاته المتعلقة بإنتاج الطاقة في النجوم" |
| 1968  |                                             | لويس ألفاريز                                | الولايات المتحدة                                      | "لإسهاماته الحاسمة لفيزياء الجسيمات الأولية، وخاصة في اكتشاف عدد كبير من معادلات الرنين، والتي جعلت من الممكن من تطوير تقنية لاستخدام غرفة فقاقيع للهيدروجين وتحليل البيانات"                                                                                     |
| 1969  |                                             | موري جيلمان                                 | الولايات المتحدة                                      | "لاسهاماته واكتشافاته التي تتعلق بتصنيف الجسيمات الأولية وتفاعلاتها" |
| 1970  |                                             | هانز ألففين                                 | السويد                                                | "من أجل العمل الأساسي والاكتشافات في الهيدروديناميكا المغناطيسية مع تطبيقات مثمرة في أجزاء مختلفة من تفاعلات فيزياء البلازما" |
| 1970  |                                             | لوي نيل                                     | فرنسا                                                 | "من أجل العمل الأساسي والاكتشافات المتعلقة بمضاد المغناطيسية الحديدية والمغناطيسية الحديدية التي تظهر تطبيقات هامة في فيزياء الحالة الصلبة" |
| 1971  |                                             | دنيس غابور                                  | المملكة المتحدة · المجر                               | "لاختراعه وتطويره لطريقة الأسلوب الهولوجرافي" |
| 1972  |                                             | جون باردين                                  | الولايات المتحدة                                      | "لتطويرهم بشكل مشترك ظاهرة الموصلية الفائقة" |
| 1972  |                                             | ليون كوبر                                   | الولايات المتحدة                                      | "لتطويرهم بشكل مشترك ظاهرة الموصلية الفائقة" |
| 1972  |                                             | جون روبرت شريفر                             | الولايات المتحدة                                      | "لتطويرهم بشكل مشترك ظاهرة الموصلية الفائقة" |
| 1973  |                                             | ليو إساكي                                   | اليابان                                               | "لاكتشافاتهم المتعلقة بالظواهر التجريبية في الأنفاق في أشباه الموصلات والموصلات فائقة التوصيل للكهرباء، على التوالي" |
| 1973  |                                             | إيفار جيفيير                                | الولايات المتحدة · النرويج                            | "لاكتشافاتهم المتعلقة بالظواهر التجريبية في الأنفاق في أشباه الموصلات والموصلات فائقة التوصيل للكهرباء، على التوالي" |
| 1973  |                                             | بريان جوزيفسن                               | المملكة المتحدة                                       | "لتوقعاتهم النظرية لخصائص التيار الفائق عبر حاجز النفق، ولا سيما تلك الظواهر التي عادة ما يعرف باسم تأثير جوزيفسن" |
| 1974  |                                             | مارتن رايل                                  | المملكة المتحدة                                       | "لبحثهم الرائد في الفيزياء الفلكية الراديوية: "رايل" لملاحظاته واختراعاته في مجال قياس الموجات الراديوية، وقد قام بتصميم نوعا جديد من التلسكوب الراديوي والذي تمكن بواسطته تصوير المصادر الضعيفة للأشعة الراديوية. و"هويش" لدوره الحاسم في اكتشاف النجوم النابضة" |
| 1974  |                                             | أنتوني هويش                                 | المملكة المتحدة                                       | "لبحثهم الرائد في الفيزياء الفلكية الراديوية: "رايل" لملاحظاته واختراعاته في مجال قياس الموجات الراديوية، وقد قام بتصميم نوعا جديد من التلسكوب الراديوي والذي تمكن بواسطته تصوير المصادر الضعيفة للأشعة الراديوية. و"هويش" لدوره الحاسم في اكتشاف النجوم النابضة" |
| 1975  |                                             | آجي بور                                     | الدنمارك                                              | "لاكتشاف العلاقة بين الحركة الجماعية وحركة الجسيمات في الأنوية الذرية وتطوير نظرية بنية نواة الذرة على هذا الأساس" |
| 1975  |                                             | بن روي موتيلسون                             | الدنمارك                                              | "لاكتشاف العلاقة بين الحركة الجماعية وحركة الجسيمات في الأنوية الذرية وتطوير نظرية بنية نواة الذرة على هذا الأساس" |
| 1975  |                                             | جيمس رينوتر                                 | الولايات المتحدة                                      | "لاكتشاف العلاقة بين الحركة الجماعية وحركة الجسيمات في الأنوية الذرية وتطوير نظرية بنية نواة الذرة على هذا الأساس" |
| 1976  |                                             | بورتون ريختر                                | الولايات المتحدة                                      | "لعملهم الرائد في اكتشاف جسيم أولي ثقيل من نوع جديد" |
| 1976  |                                             | صمويل تينج                                  | الولايات المتحدة                                      | "لعملهم الرائد في اكتشاف جسيم أولي ثقيل من نوع جديد" |
| 1977  |                                             | فيليب أندرسون                               | الولايات المتحدة                                      | "لتحقيقاتهم النظرية الأساسية لبنية النظم الإلكترونية المغناطيسية المختلة" |
| 1977  |                                             | نيفيل موت                                   | المملكة المتحدة                                       | "لتحقيقاتهم النظرية الأساسية لبنية النظم الإلكترونية المغناطيسية المختلة" |
| 1977  |                                             | جون فان فليك                                | الولايات المتحدة                                      | "لتحقيقاتهم النظرية الأساسية لبنية النظم الإلكترونية المغناطيسية المختلة" |
| 1978  |                                             | بيوتر كابيتسا                               | الاتحاد السوفيتي                                      | "لاختراعاته الأساسية والاكتشافات في مجال فيزياء الحرارة المنخفضة" |
| 1978  |                                             | أرنو ألان بنزياس                            | الولايات المتحدة                                      | "لاكتشافهما إشعاع الخلفية الكونية من الموجات الميكروية" |
| 1978  |                                             | روبرت ويلسون                                | الولايات المتحدة                                      | "لاكتشافهما إشعاع الخلفية الكونية من الموجات الميكروية" |
| 1979  |                                             | شيلدون جلاشو                                | الولايات المتحدة                                      | "لمساهماتهم في نظرية التوحيد والتفاعل الكهرومغناطيسي الموحد بين الجسيمات الأولية، بما في ذلك، ضمن أمور أخرى، التنبؤ بالتيار الضعيف المحايد" |
| 1979  |                                             | عبد السلام                                  | باكستان                                               | "لمساهماتهم في نظرية التوحيد والتفاعل الكهرومغناطيسي الموحد بين الجسيمات الأولية، بما في ذلك، ضمن أمور أخرى، التنبؤ بالتيار الضعيف المحايد" |
| 1979  |                                             | ستيفن واينبرج                               | الولايات المتحدة                                      | "لمساهماتهم في نظرية التوحيد والتفاعل الكهرومغناطيسي الموحد بين الجسيمات الأولية، بما في ذلك، ضمن أمور أخرى، التنبؤ بالتيار الضعيف المحايد" |
| 1980  |                                             | جيمس كرونين                                 | الولايات المتحدة                                      | "لاكتشاف انتهاكات المبادئ الأساسية لقواعد التناظر في إضمحلال ك-ميزون المتعادل" |
| 1980  |                                             | فال فيتش                                    | الولايات المتحدة                                      | "لاكتشاف انتهاكات المبادئ الأساسية لقواعد التناظر في إضمحلال ك-ميزون المتعادل" |
| 1981  |                                             | نيكولاس بلومبرجن                            | الولايات المتحدة · هولندا                             | "لمساهمتهما في تطوير التحليل الطيفي لليزر" |
| 1981  |                                             | آرثر شاولو                                  | الولايات المتحدة                                      | "لمساهمتهما في تطوير التحليل الطيفي لليزر" |
| 1981  |                                             | كاي سيغبان                                  | السويد                                                | "لمساهمته في تطوير كشف طيفي إليكتروني عالي التحديد وفي التحليل الطيفي" |
| 1982  |                                             | كينيث ويلسون                                | الولايات المتحدة                                      | "لنظريته للظواهر الحرجة فيما يتعلق بمراحل الانتقال" |
| 1983  |                                             | سابرامانين تشاندراسخار                      | الولايات المتحدة · الهند                              | "لدراساته النظرية للعمليات الفيزيائية ذات الأهمية بالنسبة لتركيب وتطور النجوم" |
| 1983  |                                             | وليام فاولر                                 | الولايات المتحدة                                      | "لدراساته النظرية والتجريبية من التفاعلات النووية ذات الأهمية في تكوين العناصر الكيميائية للكون" |
| 1984  |                                             | كارلو روبيا                                 | إيطاليا                                               | "لما قدموه من مساهمات حاسمة في المشروع الكبير، الأمر الذي أدى إلى اكتشاف حقل الجسيمات المتصلة W وZ والتفاعلات الضعيفة" |
| 1984  |                                             | سيمون فان دير مير                           | هولندا                                                | "لما قدموه من مساهمات حاسمة في المشروع الكبير، الأمر الذي أدى إلى اكتشاف حقل الجسيمات المتصلة W وZ والتفاعلات الضعيفة" |
| 1985  |                                             | كلاوس فون كليتزينغ                          | ألمانيا الغربية                                       | "لاكتشاف تأثير هول المكمم" |
| 1986  |                                             | إرنست روسكا                                 | ألمانيا الغربية                                       | "لعمله الأساسي في مجال الإلكترونيات البصرية، ولتصميم أول مجهر إلكتروني" |
| 1986  |                                             | جيرد بينيج                                  | ألمانيا الغربية                                       | "لتصميم مجهر المسح النفقي" |
| 1986  |                                             | هاينريخ روهرير                              | سويسرا                                                | "لتصميم مجهر المسح النفقي" |
| 1987  |                                             | يوهانس بيدنورتز                             | ألمانيا الغربية                                       | "لاختراعهم الهام في اكتشاف الموصلية الفائقة في المواد السراميكية" |
| 1987  |                                             | كارل مولر                                   | سويسرا                                                | "لاختراعهم الهام في اكتشاف الموصلية الفائقة في المواد السراميكية" |
| 1988  |                                             | ليون ليدرمان                                | الولايات المتحدة                                      | "لاكتشاف أسلوب شعاع نيوترينو، وعرض الشكل المزدوج الخاص بليبتون من خلال اكتشاف الميوون نيوترينو" |
| 1988  |                                             | ملفن شفارتز                                 | الولايات المتحدة                                      | "لاكتشاف أسلوب شعاع نيوترينو، وعرض الشكل المزدوج الخاص بليبتون من خلال اكتشاف الميوون نيوترينو" |
| 1988  |                                             | جاك شتاينبرغر                               | الولايات المتحدة                                      | "لاكتشاف أسلوب شعاع نيوترينو، وعرض الشكل المزدوج الخاص بليبتون من خلال اكتشاف الميوون نيوترينو" |
| 1989  |                                             | نورمان فوستر رامسي                          | الولايات المتحدة                                      | "لاختراع الحقول المتذبذبية المنفصلة وطريقة استخدامها في مازر الهيدروجين وغيرها من الساعات الذرية" |
| 1989  |                                             | هانز ديملت                                  | الولايات المتحدة · ألمانيا الغربية                    | "من أجل تطوير تقنية المصيدة الأيونية" |
| 1989  |                                             | فولفغانغ باول                               | ألمانيا الغربية                                       | "من أجل تطوير تقنية المصيدة الأيونية" |
| 1990  |                                             | جيروم فريدمان                               | الولايات المتحدة                                      | "من أجل تحقيقاتهم الرائدة فيما يتعلق بالانتثار العميق غير المتماسك للإلكترونات على البروتونات والنيوترونات المرتبطة، والتي كانت ذات أهمية أساسية لتطوير نموذج الكوارك في فيزياء الجسيمات"                                                                         |
| 1990  |                                             | هنري كندال                                  | الولايات المتحدة                                      | "من أجل تحقيقاتهم الرائدة فيما يتعلق بالانتثار العميق غير المتماسك للإلكترونات على البروتونات والنيوترونات المرتبطة، والتي كانت ذات أهمية أساسية لتطوير نموذج الكوارك في فيزياء الجسيمات"                                                                         |
| 1990  |                                             | ريتشارد تايلور                              | كندا                                                  | "من أجل تحقيقاتهم الرائدة فيما يتعلق بالانتثار العميق غير المتماسك للإلكترونات على البروتونات والنيوترونات المرتبطة، والتي كانت ذات أهمية أساسية لتطوير نموذج الكوارك في فيزياء الجسيمات"                                                                         |
| 1991  |                                             | بيير-جيل دي جين                             | فرنسا                                                 | "لاكتشاف أن الطرق المتقدمة لدراسة ظواهر النظام في الأنظمة البسيطة يمكن تعميمها على أشكال أكثر تعقيدًا من المادة، وخاصةً البلورات السائلة والبوليمرات" |
| 1992  |                                             | جورج شارباك                                 | فرنسا · بولندا                                        | "لاختراعه وتطويره أجهزة الكشف عن الجسيمات، ولا سيما في غرفة النسبية متعددة الأسلاك" |
| 1993  |                                             | راسل هالس                                   | الولايات المتحدة                                      | "لاكتشاف نوع جديد من النجوم النابضة، وهو الاكتشاف الذي قد فتح آفاقا جديدة لدراسة الجاذبية" |
| 1993  |                                             | جوزيف هوتون تايلور                          | الولايات المتحدة                                      | "لاكتشاف نوع جديد من النجوم النابضة، وهو الاكتشاف الذي قد فتح آفاقا جديدة لدراسة الجاذبية" |
| 1994  |                                             | برترام بروكهاوس                             | كندا                                                  | "من أجل تطوير التحليل الطيفي النيوتروني ولإسهاماته الرائدة في تطوير تشتت النيوترونات وتقنيات لدراسات المادة المكثفة" |
| 1994  |                                             | كليفور شال                                  | الولايات المتحدة                                      | "من أجل تطوير التحليل الطيفي النيوتروني ولإسهاماته الرائدة في تطوير تشتت النيوترونات وتقنيات لدراسات المادة المكثفة" |
| 1995  |                                             | مارتن بيرل                                  | الولايات المتحدة                                      | "لاكتشاف ليبتون تاو ولتقديم مساهمات تجريبية رائدة حول فيزياء الليبتون" |
| 1995  |                                             | فريدريك راينس                               | الولايات المتحدة                                      | "للكشف عن النيوترينو وتقديم مساهمات تجريبية رائدة حول فيزياء الليبتون" |
| 1996  |                                             | دافيد لي                                    | الولايات المتحدة                                      | "لاكتشافهم السيولة الفائقة في فيزياء الهليوم-3" |
| 1996  |                                             | دوغلاس أوشيروف                              | الولايات المتحدة                                      | "لاكتشافهم السيولة الفائقة في فيزياء الهليوم-3" |
| 1996  |                                             | روبرت ريتشاردسون                            | الولايات المتحدة                                      | "لاكتشافهم السيولة الفائقة في فيزياء الهليوم-3" |
| 1997  |                                             | ستيفن تشو                                   | الولايات المتحدة                                      | "من أجل تطوير طرق لتهدئة والتقاط الذرات بواسطة ضوء الليزر" |
| 1997  |                                             | كلود كوهين تانوجي                           | فرنسا                                                 | "من أجل تطوير طرق لتهدئة والتقاط الذرات بواسطة ضوء الليزر" |
| 1997  |                                             | ويليام فيليبس                               | الولايات المتحدة                                      | "من أجل تطوير طرق لتهدئة والتقاط الذرات بواسطة ضوء الليزر" |
| 1998  |                                             | روبرت لافلين                                | الولايات المتحدة                                      | "لاكتشافهما نوعا جديدًا من السوائل الكمية مع الإثارات المشحونة جزيئيًا" |
| 1998  |                                             | هورست شتورمر                                | ألمانيا                                               | "لاكتشافهما نوعا جديدًا من السوائل الكمية مع الإثارات المشحونة جزيئيًا" |
| 1998  |                                             | دانيل تسوي                                  | الولايات المتحدة · تايوان                             | "لاكتشافهما نوعا جديدًا من السوائل الكمية مع الإثارات المشحونة جزيئيًا" |
| 1999  |                                             | جيرارت هوفت                                 | هولندا                                                | "لتوضيح البنية الكمومية لتفاعلات التآثر الكهروضعيف في الفيزياء" |
| 1999  |                                             | مارتينوس فيلتمان                            | هولندا                                                | "لتوضيح البنية الكمومية لتفاعلات التآثر الكهروضعيف في الفيزياء" |
| 2000  |                                             | زوريس ألفيروف                               | روسيا                                                 | "لتطوير الأشكال المتغيرة لأشباه الموصلات المستخدمة في سرعات عالية، والإلكترونات البصرية" |
| 2000  |                                             | هربرت كرويمر                                | ألمانيا                                               | "لتطوير الأشكال المتغيرة لأشباه الموصلات المستخدمة في سرعات عالية، والإلكترونات البصرية" |
| 2000  |                                             | جاك كيلبي                                   | الولايات المتحدة                                      | "لدوره البارز في اختراع الدوائر المتكاملة" |
| 2001  |                                             | إيريك ألين كورنيل                           | الولايات المتحدة                                      | "لتحقيق تكثيف بوز أينشتاين في تمييع الغازات من ذرات القلوي، وإجراء دراسات أساسية في وقت مبكر من خصائص المكثفات" |
| 2001  |                                             | كارل ويمان                                  | الولايات المتحدة                                      | "لتحقيق تكثيف بوز أينشتاين في تمييع الغازات من ذرات القلوي، وإجراء دراسات أساسية في وقت مبكر من خصائص المكثفات" |
| 2001  |                                             | فولفجانج كيترلي                             | ألمانيا                                               | "لتحقيق تكثيف بوز أينشتاين في تمييع الغازات من ذرات القلوي، وإجراء دراسات أساسية في وقت مبكر من خصائص المكثفات" |
| 2002  |                                             | ريموند ديفيس                                | الولايات المتحدة                                      | "لاسهاماتهم الرائدة في الفيزياء الفلكية، وبخاصة للكشف عن نيوترينو الكونية" |
| 2002  |                                             | ماساتوشي كوشيبا                             | اليابان                                               | "لاسهاماتهم الرائدة في الفيزياء الفلكية، وبخاصة للكشف عن نيوترينو الكونية" |
| 2002  |                                             | ريكاردو جياكوني                             | الولايات المتحدة · إيطاليا                            | "لمساهمته الرائدة في الفيزياء الفلكية، والتي أدت إلى اكتشاف مصادر الأشعة السينية الكونية" |
| 2003  |                                             | أليكسيي أليكسييفتش أبريكوسوف                | روسيا · الولايات المتحدة                              | "لإسهاماتهم الرائدة لنظرية التوصيل الفائق والسوائل الفائقة" |
| 2003  |                                             | فيتالي غينزبورغ                             | روسيا                                                 | "لإسهاماتهم الرائدة لنظرية التوصيل الفائق والسوائل الفائقة" |
| 2003  |                                             | أنطوني ليجت                                 | المملكة المتحدة · الولايات المتحدة                    | "لإسهاماتهم الرائدة لنظرية التوصيل الفائق والسوائل الفائقة" |
| 2004  |                                             | دايفيد غروس                                 | الولايات المتحدة                                      | "لاكتشاف الحرية المتقاربة في نظرية التفاعل القوي" |
| 2004  |                                             | هيو دايفيد بولتيزر                          | الولايات المتحدة                                      | "لاكتشاف الحرية المتقاربة في نظرية التفاعل القوي" |
| 2004  |                                             | فرانك ويلكزك                                | الولايات المتحدة                                      | "لاكتشاف الحرية المتقاربة في نظرية التفاعل القوي" |
| 2005  |                                             | روي ج. غلاوبر                               | الولايات المتحدة                                      | "لمساهمته في نظرية الكم وما يختص بها من التماسك البصري" |
| 2005  |                                             | جون هول                                     | الولايات المتحدة                                      | "لما قدموه من مساهمات في تطوير الليزر القائم على الدقة المطيافية، بما في ذلك تقنية مشط التردد البصري" |
| 2005  |                                             | تيودور هانش                                 | ألمانيا                                               | "لما قدموه من مساهمات في تطوير الليزر القائم على الدقة المطيافية، بما في ذلك تقنية مشط التردد البصري" |
| 2006  |                                             | جون ماثر                                    | الولايات المتحدة                                      | "لاكتشافهما في شكل الجسم الأسود والخواص المتباينة في إشعاع الخلفية الكونية من الموجات الميكروية" |
| 2006  |                                             | جورج سموت                                   | الولايات المتحدة                                      | "لاكتشافهما في شكل الجسم الأسود والخواص المتباينة في إشعاع الخلفية الكونية من الموجات الميكروية" |
| 2007  |                                             | ألبرت فير                                   | فرنسا                                                 | "لاكتشاف المقاومة المغناطيسية العملاقة" |
| 2007  |                                             | بيتر غرونبيرغ                               | ألمانيا                                               | "لاكتشاف المقاومة المغناطيسية العملاقة" |
| 2008  |                                             | ماكوتو كوباياشي                             | اليابان                                               | "لاكتشاف أصل التماثل المكسور التي يتوقع وجود ما لا يقل عن ثلاث عائلات من الكواركات في الطبيعة" |
| 2008  |                                             | توشيهيده ماسكاوا                            | اليابان                                               | "لاكتشاف أصل التماثل المكسور التي يتوقع وجود ما لا يقل عن ثلاث عائلات من الكواركات في الطبيعة" |
| 2008  |                                             | يويتشيرو نامبو                              | اليابان · الولايات المتحدة                            | "لاكتشاف آلية كسر التناظر التلقائي في الفيزياء تحت الذرية" |
| 2009  |                                             | تشارلز كاو                                  | هونغ كونغ · المملكة المتحدة · الولايات المتحدة        | "من أجل تحقيق إنجازات رائدة بشأن انتقال الضوء في ألياف الاتصالات الضوئية" |
| 2009  |                                             | ويلارد بويل                                 | كندا · الولايات المتحدة                               | "لاختراع التصوير في دوائر أشباه الموصلات في جهاز اقتران الشحنة" |
| 2009  |                                             | جورج سميث                                   | الولايات المتحدة                                      | "لاختراع التصوير في دوائر أشباه الموصلات في جهاز اقتران الشحنة" |
| 2010  |                                             | أندريه غييم                                 | روسيا · هولندا · المملكة المتحدة                      | "عن تجاربهم الرائدة حول مادة الغرافين ثنائية الأبعاد" |
| 2010  |                                             | كونستانتين نوفوسيلوف                        | روسيا · المملكة المتحدة                               | "عن تجاربهم الرائدة حول مادة الغرافين ثنائية الأبعاد" |
| 2011  |                                             | سول بيرلموتر                                | الولايات المتحدة                                      | "لاكتشافهم الاتساع المتسارع للكون عن طريق مراقبة ظاهرة المستعرّ الأعظم (السوبرنوفا)" |
| 2011  |                                             | بريان شميدت                                 | الولايات المتحدة · أستراليا                           | "لاكتشافهم الاتساع المتسارع للكون عن طريق مراقبة ظاهرة المستعرّ الأعظم (السوبرنوفا)" |
| 2011  |                                             | آدم ريس                                     | الولايات المتحدة                                      | "لاكتشافهم الاتساع المتسارع للكون عن طريق مراقبة ظاهرة المستعرّ الأعظم (السوبرنوفا)" |
| 2012  |                                             | سيرج أروش                                   | فرنسا                                                 | "لطرقهما الاختبارية الرائدة التي تسمح بقياس الأنظمة الكمية الفردية والتحكم بها" |
| 2012  |                                             | ديفيد وينلاند                               | الولايات المتحدة                                      | "لطرقهما الاختبارية الرائدة التي تسمح بقياس الأنظمة الكمية الفردية والتحكم بها" |
| 2013  |                                             | فرنسوا انغليرت                              | بلجيكا                                                | "لاكتشافهما النظري لآلية تساهم في فهم أصل كتلة الجسيمات دون الذرية والذي تم تأكيده مؤخرا باكتشاف بوزون هيغز بواسطة تجارب أطلس ولولب مركب للميون في مصادم الهدرونات الكبير لسيرن"                                                                                  |
| 2013  |                                             | بيتر هيغز                                   | المملكة المتحدة                                       | "لاكتشافهما النظري لآلية تساهم في فهم أصل كتلة الجسيمات دون الذرية والذي تم تأكيده مؤخرا باكتشاف بوزون هيغز بواسطة تجارب أطلس ولولب مركب للميون في مصادم الهدرونات الكبير لسيرن"                                                                                  |
| 2014  |                                             | إيسامو أكاساكي                              | اليابان                                               | "لاختراع صمام ثنائي باعث للضوء فعال والذي يساهم في الحفاظ بشكل كبير على الطاقة" |
| 2014  |                                             | هيروشي أمانو                                | اليابان                                               | "لاختراع صمام ثنائي باعث للضوء فعال والذي يساهم في الحفاظ بشكل كبير على الطاقة" |
| 2014  |                                             | شوجي ناكامورا                               | اليابان · الولايات المتحدة                            | "لاختراع صمام ثنائي باعث للضوء فعال والذي يساهم في الحفاظ بشكل كبير على الطاقة" |
| 2015  |                                             | تاكاكي كاجيتا                               | اليابان                                               | "لاكتشافهما ظاهرة تذبذب النيوترينو" |
| 2015  |                                             | آرثر ماكدونالد                              | كندا                                                  | "لاكتشافهما ظاهرة تذبذب النيوترينو" |
| 2016  |                                             | ديفيد ثاوليس                                | المملكة المتحدة                                       | "للاكتشافات النظرية للتحولات الطورية الطوبولوجية والمراحل الطوبولوجية للمادة" |
| 2016  |                                             | دنكن هالداين                                | المملكة المتحدة                                       | "للاكتشافات النظرية للتحولات الطورية الطوبولوجية والمراحل الطوبولوجية للمادة" |
| 2016  |                                             | مايكل كوسترليتز                             | المملكة المتحدة                                       | "للاكتشافات النظرية للتحولات الطورية الطوبولوجية والمراحل الطوبولوجية للمادة" |
| 2017  |                                             | باري باريش                                  | الولايات المتحدة                                      | "مؤسسي مرصد اللايغو الذين اكتشفوا الأمواج الثقالية" |
| 2017  |                                             | كيب ثورن                                    | الولايات المتحدة                                      | "مؤسسي مرصد اللايغو الذين اكتشفوا الأمواج الثقالية" |
| 2017  |                                             | راينر فايس                                  | الولايات المتحدة                                      | "مؤسسي مرصد اللايغو الذين اكتشفوا الأمواج الثقالية" |
| 2018  |                                             | أرثر أشكين                                  | الولايات المتحدة                                      | "للاختراعات الرائدة في مجال فيزياء الليزر، على وجه الخصوص الملاقط الضوئية وتطبيقها على الأنظمة البيولوجية" |
| 2018  |                                             | جيرار مورو                                  | فرنسا                                                 | "للاختراعات الرائدة في مجال فيزياء الليزر، على وجه الخصوص لطريقتهم في توليد نبضات ضوئية عالية الكثافة وفائقة القصر" |
| 2018  |                                             | دونا ستريكلاند                              | كندا                                                  | "للاختراعات الرائدة في مجال فيزياء الليزر، على وجه الخصوص لطريقتهم في توليد نبضات ضوئية عالية الكثافة وفائقة القصر" |
| 2019  |                                             | جيم بيبلز                                   | كندا · الولايات المتحدة                               | "لاكتشافاته النظرية في علم الكونيات الفيزيائي" |
| 2019  |                                             | ميشيل مايور                                 | سويسرا                                                | "لاكتشافهم كوكب خارج المجموعة الشمسية يدور حول نجم نظير بشمسنا" |
| 2019  |                                             | ديدييه كيلوز                                | سويسرا                                                | "لاكتشافهم كوكب خارج المجموعة الشمسية يدور حول نجم نظير بشمسنا" |
| 2020  |                                             | روجر بنروز                                  | المملكة المتحدة                                       | "لاكتشافه حول تشكل الثقب الأسود بأنه تنبؤ قوي لصالح النسبية العامة" |
| 2020  |                                             | راينهارد جنزيل                              | ألمانيا                                               | "لاكتشافهم ثقب أسود فائق الكتلة في مركز مجرتنا" |
| 2020  |                                             | أندريا غيز                                  | الولايات المتحدة                                      | "لاكتشافهم ثقب أسود فائق الكتلة في مركز مجرتنا" |
| 2021  |                                             | جورجيو باريزي                               | إيطاليا                                               | "لاكتشاف تفاعل الفوضى والتقلبات في الأنظمة الفيزيائية من المقاييس الذرية إلى المقاييس الكوكبية" |
| 2021  |                                             | سيوكورو مانابي                              | اليابان · الولايات المتحدة                            | "للنمذجة الفيزيائية لمناخ الأرض، وقياس التباين والتنبؤ عالي الدقة للاحتباس الحراري" |
| 2021  |                                             | كلاوس هاسلمان                               | ألمانيا                                               | "للنمذجة الفيزيائية لمناخ الأرض، وقياس التباين والتنبؤ عالي الدقة للاحتباس الحراري" |
| 2022  |                                             | آلان أسبيه                                  | فرنسا                                                 | "لإجراء تجارب على الفوتونات المتشابكة، وإثبات انتهاك عدم مساواة بيل والريادة في علم المعلومات الكمومية" |
| 2022  |                                             | جون كلوزر                                   | الولايات المتحدة                                      | "لإجراء تجارب على الفوتونات المتشابكة، وإثبات انتهاك عدم مساواة بيل والريادة في علم المعلومات الكمومية" |
| 2022  |                                             | أنطون تسايلينغر                             | النمسا                                                | "لإجراء تجارب على الفوتونات المتشابكة، وإثبات انتهاك عدم مساواة بيل والريادة في علم المعلومات الكمومية" |
| 2023  |                                             | آن لويلي                                    | فرنسا · السويد                                        | "تقديرا لبحوثهم في مجال توليد النبضات الضوئية الأتوثانية لدراسة ديناميكيات الإلكترون في المادة" |
| 2023  |                                             | فيرينس كراوس                                | المجر · النمسا                                        | "تقديرا لبحوثهم في مجال توليد النبضات الضوئية الأتوثانية لدراسة ديناميكيات الإلكترون في المادة" |
| 2023  |                                             | بيير أغوستيني                               | فرنسا · الولايات المتحدة                              | "تقديرا لبحوثهم في مجال توليد النبضات الضوئية الأتوثانية لدراسة ديناميكيات الإلكترون في المادة" |
| 2024  |                                             | جون هوبفيلد                                 | الولايات المتحدة                                      | "للاكتشافات والاختراعات الأساسية التي تمكن التعلم الآلي باستخدام الشبكات العصبونية الاصطناعية" |
| 2024  |                                             | جيوفري هينتون                               | كندا · المملكة المتحدة                                | "للاكتشافات والاختراعات الأساسية التي تمكن التعلم الآلي باستخدام الشبكات العصبونية الاصطناعية" |

## وصلات خارجية
- الموقع الرسمي للأكاديمية الملكية السويدية للعلوم.
- الموقع الرسمي لمؤسسة نوبل.